# 1832年议会
1832年的议会是德克萨斯殖民地居民举行的首次政治性聚会，当时的德克萨斯州仍然隶属于墨西哥。在此次大会上，与会代表们试图说服墨西哥政府进行改革，并希望能消除公众认为德克萨斯居民企图从墨西哥独立的疑虑。此后，德克萨斯州又试图进行了多次政治协商，但终究付诸东流，而这些最终导致了“德州革命”。
1824年颁布的《墨西哥宪法》，否认了德克萨斯的独立地位，并将其并入了新科阿韦拉辎特加斯州（Coahuila y Tejas）。但是由于有关美国政府将试图通过武力手段占领德克萨斯的猜忌一层层累积，当时出任墨西哥总统的阿纳斯塔西奥.布斯塔曼特（Anastasio Bustamante）于1830年签署了一系列极不待见的法律条款，限制移民并增收强制性关税。这一紧张局势最终于1832年六月爆发，当时的德克萨斯居民们系统地把墨西哥军队从德克萨斯东部全部驱逐出境。
军队监管的缺乏自然促使了殖民地居民政治活动的增多。1832年10月1日，55名政治代表齐聚奥斯丁城的圣费利浦，请求改变对德克萨斯的管治方式。显然，圣安东尼奥贝克萨尔（San Antonio de Béxar）无一人出席，圣安东尼奥贝克萨尔的居民多为墨西哥本土居民（塔基诺人）。代表们选举了斯蒂芬·奥斯汀（Stephen F. Austin）为该议会主席，斯蒂芬·奥斯汀是当时备受敬仰的一位侨民。
此次议会上，代表们通过了一系列决议，此外，还要求废除移民限制、停止征收强制性关税三年、允许建立独立武装政权。同时，还投票通过他们有权召集今后的议会。在请愿书递往墨西哥城之前，德克萨斯的政治治安官拉蒙（Ramón Músquiz）就规定称该议会的存在实为非法，并宣告在会议上签署的那些决议无效。作为让步，圣安东尼奥贝克萨尔市政府起草了一份新的请愿书，内容与议会所签署的决议大致相似，并通过适当的合法途径上交。拉蒙将这份新文件递给了墨西哥国会。

## 背景
1821年，新大陆（New World）上的一些西班牙殖民地获得独立，合并成一个新的国家——墨西哥。1824年宪法规定墨西哥为联邦共和国，由多个州组成。人烟稀少的省不被承认其独立地位而是并入了周围地区。原西班牙属德克萨斯位于墨西哥东部，和美国相邻，它和科阿韦拉州（Coahuila）合并成新的州叫Coahuila y Tejas。为方便监管，该大州分成几个区，统辖于贝克萨尔区（the Department of Béxar）。新州政府的形成致使德克萨斯的地方管理委员会被迫解散，其首府也从圣安东尼奥贝克萨尔（San Antonio de Béxar）迁到萨尔蒂约（Saltillo）。居住在德克萨斯的原墨西哥移民即特哈诺人（Tejano）不愿放弃他们的自治权。
移民者经常遭到当地部落的袭击，但是破产的联邦政府无法为他们提供军事援助。1824年，政府委派商人去安置从美国和欧洲迁居德克萨斯的家庭，它希望能够通过引入移民来控制袭击。随着德克萨斯的美国移民越来越多，墨西哥当局者担心美国会使用武力来吞并该地区。为此墨西哥政府于1830年4月6日通过一系列法令来禁止美国移民继续迁住德克萨斯州，同时也取消了未完成的商业合同并提高进口税。

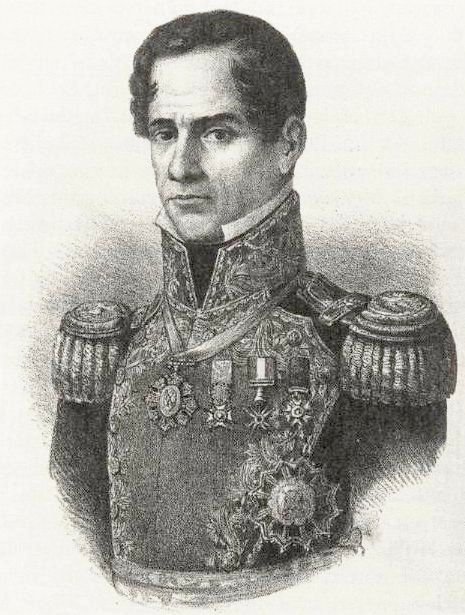
General Antonio Lopez de Santa Anna's revolt against the Mexican government gave the Texians an excuse for their own rebellion.

新法律惹怒了特哈诺人和新来的移民者（德克萨斯人）。斯蒂芬·奥斯丁告诫墨西哥总统安纳斯塔西奥·布斯塔曼特（Anastasio Bustamante）说新法律似乎是专门用来破坏殖民地的。奥斯丁是一个受人敬仰的企业家，他曾带领第一批美国移民者迁居德克萨斯。德克萨斯州的两名地方立法机关代表（他们都是特哈诺人）强烈不满立法机关开除他们其中一人。奥斯丁被推举上来填补该空位，他于1830年12月离开去萨尔蒂约。
新法律的实施导致德克萨斯州内部局势紧张。一个新的军事驻地建立在阿纳瓦克（Anahuac）来收取关税，这令移住民非常不满。驻地指挥官胡安·戴维斯· 布拉德伯恩和当地居民因对墨西哥法律理解的重大分歧经常发生冲突。1932年6月，移民者武装起来进攻阿纳瓦克。布拉德伯恩因阿纳瓦克暴乱被迫辞职。
安东尼奥·洛佩斯·德·桑塔·安纳（Antonio López de Santa Anna）领导了这次反抗布拉德伯恩的中央集权政府的德克萨斯起义。墨西哥内部的动乱以及阿纳瓦克地区德克萨斯人的成功鼓舞了其他德克萨斯移民者拿起武器来对抗东部的德克萨斯守卫部队。几周内，移民者便把所有的墨西哥士兵赶出德克萨斯东部地区。移民者不再受到墨西哥军队的监视，开始他们自己的政治活动。

## 会见
在成功的鼓舞下，德克萨斯人组织了一场政治会议以说服墨西哥当局，削弱1830年4月6日通过的法律效力。8月22日，在圣弗利佩德奥斯汀（奥斯汀殖民地的首都）的市议会要求每个区选出五名代表。虽然奥斯丁试图劝阻这些煽动者，但选举还是在他从萨尔提略(墨西哥东北部城市)返回之前就开始了。有16区选出了代表。
圣安东尼奥贝克萨尔和维多利亚，特加诺人最多的两个自治区，拒绝参加选举。据了解，大部分当选的代表相对比较平和。许多有名的煽动者，像詹姆斯鲍维和威廉 B·特拉维斯却落选了。因为于贝克萨尔和维多利亚这两个自治区的抵制，参加这次大会的特加诺人并不多。大会组织者在这些镇上邀请一些有声望的特加诺人来参加，但都遭拒绝。

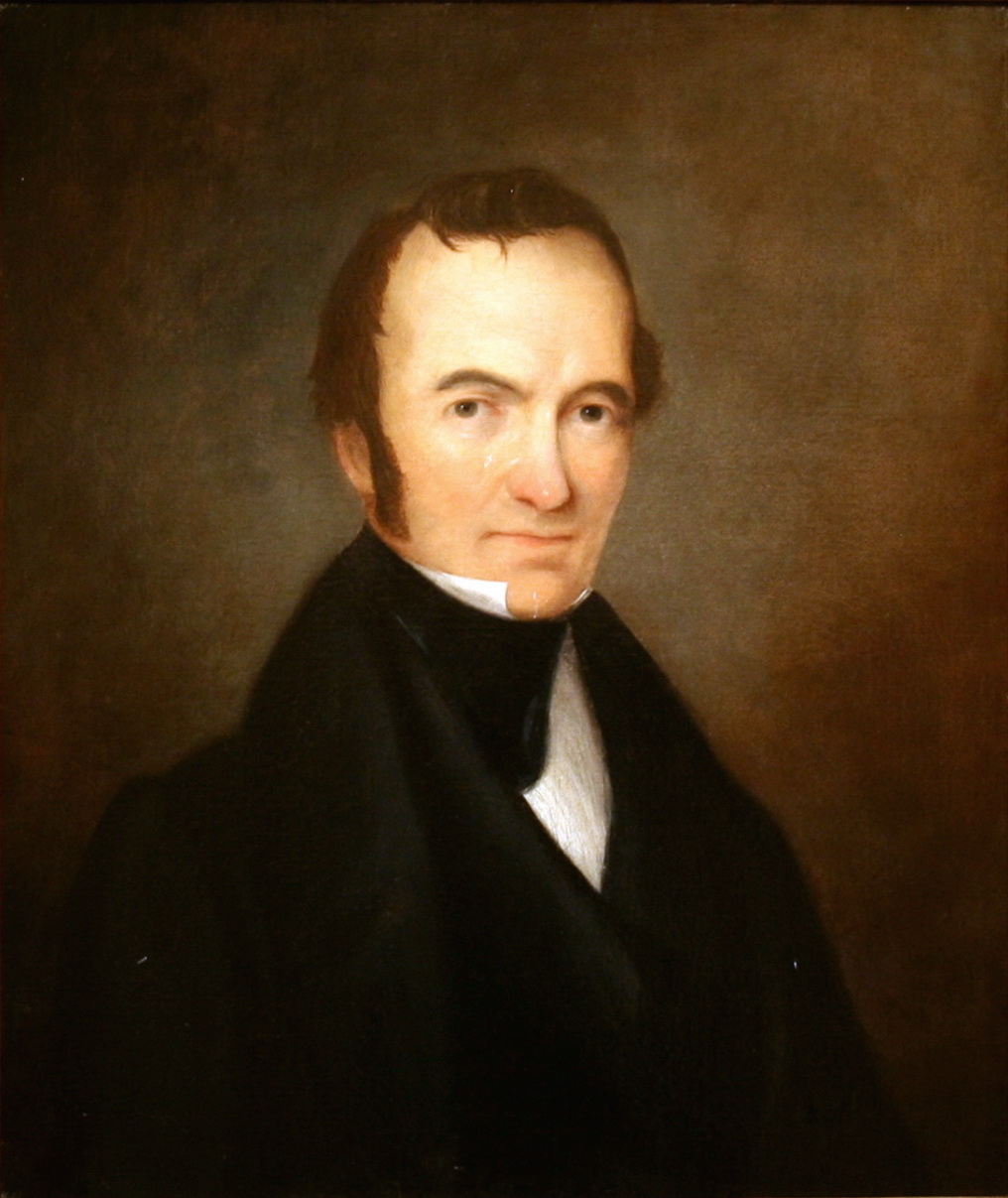
Stephen F. Austin was elected president of the convention.

1832年10月1日，55名代表在奥斯汀的圣弗利佩集会，由于时间紧迫，与会代表可能有所减少。此次集会标志着殖民地的居民第一次召开会议来商讨共同目标。
约翰奥斯丁，圣弗利佩德奥斯汀的长官（alcaldes）之一，宣布大会召开。在他的讲话中，约翰奥斯丁提出了大会需要讨论的四个主要问题：“德克萨斯敌人”歪曲事实，即居民渴望德克萨斯州从墨西哥独立出来；美国移民限制的申诉；省内某些地区批土地给居民的方法；以及降低进口货物的关税。
第一道程序是主席团的选举。斯蒂芬F.奥斯汀和有名的急性子威廉姆H·沃顿，获提名来主持此次会议，结果奥斯丁以31比15票赢了此次选举。领导了武装镇压阿纳瓦克反动活动的弗兰克W·约翰逊，被选为秘书长。在他的就职演说中，奥斯丁表扬了代表们，因为他们向政府请愿，是行使了宪法赋予的权利。
在接下来的六天，与会代表通过了一系列决议，要求德克萨斯进行管理改革。[15] 历史学家尤金·坎贝尔·巴克（Eugene Campbell Barker） 表示，代表们一定“会前做了充足准备”，否则会议绝不会这么快就结束。[23] 其中有几项旨在刺激当地经济发展的决议。与会代表提议将关税法推迟至1835年实施，并要求向公民允诺一个清除海关官吏腐败的措施。决议支持了加快签发土地所有权，以及出售公有土地并将资金用于双语学校的建设。[15] 纳科多奇斯（Nacogdoches）的代表要求政府采取更强硬的措施来阻止新移民侵占那些本已许诺给原住民的土地。[22] 在介绍了守法潜在公民被德州拒之门外而声名狼藉者不断非法涌入的情况后，与会代表要求撤消针对美国移民的禁令。除此之外，他们还提议批准成立一支民兵队，表面上是为防止原住民部落的劫掠行为。决议中引起最大争议的是要求德克萨斯脱离科阿韦拉，成为独立州，[15]这项决议获36支持票，12反对票。该提案的理由是科阿韦拉与德克萨斯在气候与经济上均格格不入，并提及德克萨斯在州议会的代表人数有限，很难制定出专门针对德克萨斯公民需求的法律。[24]与会代表坚称，要求德克萨斯成为独立州的提议，并非从墨西哥分离的借口。[23]
在通过这一系列决议后，与会代表成立了一个七人组的中央委员会以召集日后的会议，[25][注释 1] 并决定将中央委员会设立在圣菲利普“以传递与人们切身利益相关的重要事件信息”。[26]而且还要求在每一个自治市建立一个与中央委员会保持紧密联系的交流与安全委员会，[15]因为“集合众人的力量与资源对加强我们防范任何可能的事件是大有助益的，涣散只会让我们任人宰割，即使那不过是小撮怯懦的掠夺者。”[27]
大会于10月6日结束并一致推选由沃顿（Wharton）将决议提交给位于萨尔提略（Saltillo）的州议会和墨西哥城的墨西哥国会。[28] [29]人群即将散去时，戈利亚德（Goliad）市长拉斐尔·曼科拉（Rafael Manchola）抵达。他是戈利亚德的唯一代表，也是与会唯一一名拉美裔德克萨斯人。[15]曼科拉自告奋勇要自费与沃顿一起去提交决议——他和其它代表都认为，如果有一名拉美裔参与进来，这次远行的成功机率也许更大些。[30]几天后，奥斯丁写道：“我们刚结束了一个全德克萨斯人的会议，包括墨西哥原住民和外侨，所有的人都团结一心”。[28]

## 结果
建立公约之后，德克萨斯的种种纷扰都沉寂下来。奥斯汀（Austin）相信民众已经平静下来了，仅仅是因为他们得到了可以宣泄不满的机会。在关注的问题清单上呈给国家和联邦政府的之前，Ramón Músquiz，贝克萨尔派的主要人物或可能就是头子，裁定该公约违法，按照传统德克萨斯明令禁止这种激进主义运动。该法告诉民众，他们应当向当地的市政厅（等同于市议会）提出异议，让政府领导知晓他们关注的问题。然后政府领导讲问题升级，上报给国家或者联邦政府。殖民地并没有遵循这一过程，因此 Músquiz不认可德克萨斯的决议。圣菲利佩县、纳科多奇斯县、冈萨雷斯县和自由县的市政厅为他们的参与表示歉意，沃顿的使命却取消了。
泰加诺地区代表缺席，圣安东尼奥城贝克萨尔居民拒绝参与，在在形成了一种认知，即只有德克萨斯的新移民不满意现状。奥斯汀同意会见圣安东尼奥贝克萨尔的领导人，试图劝服他们支持这一决议。泰加诺的领导人，包括Erasmo Seguin在内，非常赞同建立公约，但是反对该决议提案的方式。泰加诺领导人主张一定要保持耐心，因为巴斯塔曼蒂（Bustamante）仍然是总统，德克萨斯的新移民站在对手圣塔·安纳（Santa Anna）那边，他是不会重视移民们的请愿书的。
奥斯汀和泰加诺领导人达成协议，双方各让一步。由于圣安东尼奥贝克萨尔代表的是贝克萨尔区的席位，其市政厅起草了一份请愿书，内容包括要有一份同样语言的公约决议。请愿书背书“戈里亚德县市政厅、圣菲利佩县市政厅和纳科多奇思县市政厅”，呈到Músquiz面前，他转交给了1833年年初的墨西哥议会。虽然Músquiz公开支持请愿书，他仍偷偷地附加一封短笺进去，提醒科阿韦拉州（Coahuila y Tejas）州的州长请愿书也许是脱离公约的先兆。
政治领袖对奥斯汀的规定纷纷表示赞同：如果联邦政府拒绝在几个月内处理请愿书，德克萨斯的居民可以形成他们的自治政府，如果又不是属于墨西哥的那一块的话，基本上可以宣布从科阿韦拉州中独立出来。由公约选举出来的中央委员会对于漫长的等待毫无耐性。12月底，委员会提出要在来年3月举行大选，选举参加1833年政党代表大会的代表。进一步考虑到墨西哥首脑担心这一步棋将导致德克萨斯加入美国，第二次会议反复强调过去的一些顾虑，并采取新的步骤，宣称得克萨斯是一个独立的国家。
墨西哥政府试图开始解决1832年大会和1833年大会确定的问题，在1833年11月废除了《1830年4月6日法则》的部分条文，允许美国人合法移民德克萨斯，几个月后，授权得克萨斯Coahuila y Tejas立法机构的新增代表席位。一些美国的法律概念，例如陪审团初审，被引入德克萨斯，同时英语被认可为官方第二语言。部分德克萨斯人民对这些让步无动于衷，仍然为要成为一个独立的国家发起运动。紧张的局势逐渐白热化，最终导致在1835年10月爆发德克萨斯革命。